# شهرستان اشلند (ویسکانسین)
شهرستان اشلند، ویسکانسین (به انگلیسی: Ashland County, Wisconsin) یک سکونتگاه مسکونی در ایالات متحده آمریکا است که در ویسکانسین واقع شده‌است.

## خصوصیات
شهرستان اشلند ۵٬۹۳۶٫۲۹ کیلومترمربع مساحت دارد.